# Ormetica orbona
Ormetica orbona är en fjärilsart som beskrevs av William Schaus 1889. Ormetica orbona ingår i släktet Ormetica och familjen björnspinnare. Inga underarter finns listade i Catalogue of Life.